# 霍沃思山
85°54′S 128°18′W / 85.900°S 128.300°W
霍沃思山（英語：Haworth Mesa），是南極洲的山峰，位於瑪麗伯德地，長9公里、寬6公里，處於錫斯科山和麥克諾頓山之間，海拔高度3,610米，美國地質調查局根據測量和該國海軍的空中照片繪入地圖，現時由南極條約體系管理。